# اقتصاد اجتماعي
الإجتصاد او الاقتصاد الاجتماعي (المعروف أيضا باسم سوسيواقتصاد) هو من علم الاجتماع الذي يدرس كيفية تأثير العمليات الاجتماعية على النشاط الاقتصادي. تنقسم المجتمعات إلى 3 مجموعات: اجتماعية وثقافية واقتصادية.

## نظرة عامة
يستعمل مصطلح الاجتصاد كمصطلح شامل لمجموعة من مجالات التحقيق. قد يشير المصطلح عموما إلى «استخدام الاقتصاد في دراسة المجتمع». تعتبر الممارسة المعاصرة المصطلح للإشارة إلى دراسة التفاعلات السلوكية للأفراد والجماعات من خلال رأس المال الاجتماعي و «الأسواق» (دون استثناء، على سبيل المثال، الفرز قبل الزواج) وتشكيل المعايير الاجتماعية. من خلال هذا التعريف يشير المصطلح إلى دراسة علاقة الاقتصاد مع القيم الاجتماعية.
يستخدم المصطلح أيضا للإشارة إلى «دراسة العلاقة المتبادلة بين العلوم الاقتصادية من جهة والفلسفة الاجتماعية، الأخلاق، وكرامة الإنسان من جهة أخرى» وبهذا يرتبط أيضا بمجالات مثل علم الاجتماع، التاريخ، العلوم السياسية. يقوم هذا العلم بانتقاد تيار الاقتصاد السائد المبني على فلسفة السعي وراء المصلحة الذاتية وإهمال اختلال العلاقات الاقتصادية.